# Тунгло
Тунгло је био лужичкосрпски кнез. У мају 826, на састанку код Ингелхајма, Чедраг, кнез Бодрића и Тунгло, кнез Лужичких Срба, су били окривљени за нелојалност. Наређено им је да се појаве у октобру, касније је Тунгло предао свог сина као таоца и од тада му је било дозвољено да се врати кући.

## Биографија
Тунгло је био представник лужичког племства (а можда је био и кнез). У 826. години је био оптужен за нелојалност према Францима. Претпоставља се да је његово словенско име било Тогомир.
Главни извор о постојању Тунгла нам доносе Анали франачког краљевства. Такође се помиње и у другим изворима тј. код других аутора нпр. код Астронома, Аимоина и Адемара.
У Аналима франачког краљевства је записано да је 826. године да је неко од Лужичана оптужио племића Тунгла за нелојалност према Францима. Код Аимоина и Ајнхарда се наводи да није хтео да слуша наређења Франачке, а Адемар је записао да није дошао на важан састанак. У исто доба, био је оптужен и кнез Ободрита Чедраг. Луј I Побожни им је наредио да се појаве код њега и да му се оправдају, у супротном им је претео да ће да им одузме земљу. У октобру Тунгло и Чедраг су дошли на државни сабор код Ингелхајма на Рајни. У личном сусрету са Лујом I Побожним, Тунгло је морао да се оправда па је дао свог сина као таоца да би се вратио кући. На Чедрагу цар није био тако милостив, само петиције ободритских старешина су му помогле да остане на власти.
Вероватно је 816. године учествовао у устанку против Франачке, али је изгубио.
На основу ових доказа, модерни историчари једногласно називају Тунгла једним од најплеменитијих Лужичана свог времена, признавши над собом власт Франачке. Међутим, о месту Тунгла и лужичком друштву прве трећине 9. века иде дискусија. Део историчара се ослаљује на податке из Анала франачког краљевства у којима је Тунгло назван „једним од водећих лица Срба” (лат. unus de Soraborum primoribus), Ајнхард такође сматра да је један од лужичких старешина (лат. primores; дословно "водећи"), иако је можда и завладао неким областима. Други аутори указују на Астроноев рад „Живот цара Луја”, где надглашава Чедрага и Тунгла са титулом „војводе” (лат. dux), што би требало да одговара словенској титули „кнез”. Вођом тј. војводом га је такође назвао и Адемар. Такође је наведено да је подносио лично цара да би имао статус врло високе особе међу словенским племенима. Део историчара претпостављају да је Тунгло могао да буде владар независан од кнеза лужичких племена, или чак и да је био кнез свих лужичких племена. Ако је последње од тих мишљења истина, онда је претходник Тунгла познати лужички владар Милидух, који је умро у борби са Франачком 806. године, а наследник Тунгла је највероватније Цзимислав, поменут од 839. године до његове смрти 840. године.
О животу Тунгла после суда у Ингелхајма нема поузданих информација. Претпоставља се.да је могао да буде жив до 832. године, када је краљ Баварске Луј II Немачки са намером направио поход на Алемане, где је прикључио Немце и Словене да служе у војсци, а по некима је умро 836. или 839. године.